# Ami Lönnroth
Kerstin Annmari "Ami" Lönnroth Mattsson, född Genell 7 februari 1940 i Göteborg, är en svensk journalist och författare.
Lönnroth började arbeta som journalist 1962 på Göteborgs Handels- och Sjöfartstidning och stannade där till 1973. Hon började på Idagsidan på Svenska Dagbladet 1976 ett par år efter det att Marianne Fredriksson hade startat den. Hon har även varit gästprofessor i journalistik vid JMK.
Lönnroth är bosatt i Södertälje och verksam som frilansjournalist och författare samt har varit krönikör i bland annat Östgöta Correspondenten och Länstidningen Södertälje. Tillsammans med sin tredje make Per Eric Mattsson har hon skrivit biografier om Lars Johan Hierta och Anders Lindeberg. Makarna är aktiva i föreningen Wendelas vänner som driver kulturhuset Wendela Hebbes hus.